# Lake Hillier
Lake Hillier är en sjö i Australien. Den ligger i delstaten Western Australia, omkring 720 kilometer öster om delstatshuvudstaden Perth. Arean är 0,19 kvadratkilometer. Lake Hillier är särskilt känd för sin rosa färg. En lång och tunn strand delar Antarktiska oceanen från sjön. 
Genomsnittlig årsnederbörd är 707 millimeter. Den regnigaste månaden är augusti, med i genomsnitt 86 mm nederbörd, och den torraste är februari, med 32 mm nederbörd.